# Kevin Höög Jansson
Kevin Höög Jansson (29 settembre 2000) è un calciatore svedese, difensore o centrocampista dell'IFK Norrköping.

## Biografia
È figlio dell'ex calciatore e successivamente dirigente sportivo Jesper Jansson nonché nipote di Ulrik Jansson, anch'egli ex calciatore.

## Carriera
Cresciuto nelle giovanili dell'Helsingborg, nel 2019 si accorda con il Mjällby, militante in Superettan, la seconda divisione del campionato svedese, con cui colleziona solo una presenza. Nel gennaio del 2020 si trasferisce ai danesi del Fremad Amager militanti nella seconda serie nazionale, collezionando 8 presenze nella rimanente parte della stagione 2019-2020 e 13 presenze nella prima parte della stagione seguente.
Durante la pausa invernale di calciomercato della stagione 2020-2021, firma un contratto con i bulgari del Botev Plovdiv, rimanendovi per circa un anno. Nel marzo 2022 approda in Corea del Sud al Gangwon: nonostante il contratto prevedesse una durata fino al 2025, nel maggio 2023 viene comunicata la rescissione.
Poche settimane più tardi, il 13 giugno 2023, gli svedesi dell'IFK Norrköping annunciano l'arrivo del giocatore fino al 2025. Nella rimanente parte del torneo gioca 9 partite, mentre nell'Allsvenskan 2024, condizionato da un vecchio infortunio in precampionato, alterna presenze da titolare ad altre in cui subentra a partita in corso oppure rimane in panchina o in tribuna fino a quando il 23 agosto 2024 viene ceduto in prestito all'Öster nella seconda serie nazionale.

## Statistiche

### Presenze e reti nei club
Statistiche aggiornate al 5 marzo 2022.
| Stagione             | Squadra              | Campionato           | Campionato | Campionato | Coppe nazionali | Coppe nazionali | Coppe nazionali | Coppe continentali | Coppe continentali | Coppe continentali | Altre coppe | Altre coppe | Altre coppe | Totale | Totale |
| Stagione             | Squadra              | Comp                 | Pres       | Reti       | Comp            | Pres            | Reti            | Comp               | Pres               | Reti               | Comp        | Pres        | Reti        | Pres   | Reti   |
| -------------------- | -------------------- | -------------------- | ---------- | ---------- | --------------- | --------------- | --------------- | ------------------ | ------------------ | ------------------ | ----------- | ----------- | ----------- | ------ | ------ |
| lug.-nov. 2019       | Mjällby              | S1                   | 1          | 0          | CS              | 0               | 0               |                    | -                  | -                  |             | -           | -           | 1      | 0      |
| gen.-mag. 2020       | Fremad Amager        | 1D                   | 8          | 0          |                 | -               | -               |                    | -                  | -                  |             | -           | -           | 8      | 0      |
| 2020-gen. 2021       | Fremad Amager        | 1D                   | 13         | 1          | CD              | 4               | 0               |                    | -                  | -                  |             | -           | -           | 17     | 1      |
| Totale Fremad Amager | Totale Fremad Amager | Totale Fremad Amager | 21         | 1          |                 | 4               | 0               |                    | -                  | -                  |             | -           | -           | 25     | 1      |
| gen.-mag. 2021       | Botev Plovdiv        | 1L                   | 9          | 0          | CB              | 0               | 0               |                    | -                  | -                  |             | -           | -           | 9      | 0      |
| 2021-mar. 2022       | Botev Plovdiv        | 1L                   | 18         | 0          | CB              | 1               | 0               |                    | -                  | -                  |             | -           | -           | 19     | 0      |
| Totale Botev Plovdiv | Totale Botev Plovdiv | Totale Botev Plovdiv | 27         | 0          |                 | 1               | 0               |                    | -                  | -                  |             | -           | -           | 28     | 0      |
| mar.-ott. 2022       | Gangwon              | K1                   | 0          | 0          | CCS             | 0               | 0               |                    | -                  | -                  |             | -           | -           | 0      | 0      |
| Totale carriera      | Totale carriera      | Totale carriera      | 49         | 1          |                 | 5               | 0               |                    | -                  | -                  |             | -           | -           | 54     | 1      |

## Palmarès

### Club

#### Competizioni nazionali
- Campionato svedese di seconda divisione: 1

Mjällby: 2019